# نووکوپیلوو
نووکوپیلوو (به لاتین: Novokopylovo) یک منطقهٔ مسکونی در روسیه است که در سرزمین آلتای واقع شده‌است.